# Route départementale 212 (Puy-de-Dôme)
Pour les articles homonymes, voir Route départementale 212.
La route départementale 212, ou RD 212, est une route départementale du Puy-de-Dôme reliant Aubière à Peschadoires.
Elle traverse le nord de la zone industrielle de Cournon.

## Description de la route
La route départementale 212 commence à Aubière, près du centre commercial Plein Sud, puis traverse plusieurs commerces, avenue de Cournon ; cette avenue est parfois surnommée « Kilomètre Lancé ». Les deux voies sont séparées par une voie centrale ne servant que pour tourner à gauche, mais pas pour dépasser.
Puis elle traverse Cournon-d’Auvergne, Pérignat-sur-Allier.
On entre dans le parc naturel régional Livradois-Forez, à partir de Billom. La D 212 est coupée par la route départementale 229. Elle termine à Peschadoires.

## Communes traversées
- Aubière
  - Avenue de Cournon
- Cournon-d'Auvergne (km 6)
  - Avenue de Clermont
  - Avenue de la République
  - Avenue de la Liberté
  - Avenue du Pont
- Pérignat-sur-Allier
  - Rue du Pont
  - Avenue de l’Allier
  - Route de Billom
- Saint-Georges-sur-Allier : Tronc commun avec la RD 4

Tronc commun avec la RD 229
- Billom
  - Avenue de la République
- Reignat
- Les Genestoux, commune de Glaine-Montaigut
- Pontaret, commune de Bort-l'Étang
- Les Bournoux, commune de Bort-l'Étang
- Peschadoires
  - Route de Billom

## Trafic
- Cournon-d'Auvergne : 11 000 véhicules par jour (moyenne 2006)
- Ouest de Billom : 6 535 véhicules par jour (poste de comptage permanent, 4,7 % de poids lourds, moyenne 2006)[1].

## Futur
Avec l’augmentation du trafic sur la RD 212 et des nuisances sonores plus importantes, il est nécessaire de contourner Cournon-d’Auvergne et Pérignat-sur-Allier par le sud avec la création d’un deuxième pont sur la rivière Allier.